# Đau thần kinh
Đau thần kinh là đau do tổn thương hoặc bệnh ảnh hưởng đến hệ thống thần kinh cảm giác thân thể. Đau thần kinh có thể liên quan đến cảm giác bất thường hoặc đau do kích thích không đau thông thường (allodynia). Nó có thể gồm các cơn đau liên tục và/hoặc định kỳ. Các cơn đau định kỳ giống như cú đâm hoặc cú sốc điện. Những tính chất phổ biến bao gồm cảm giác nóng rát hoặc lạnh, cảm giác "kim đâm", tê và ngứa.
Có tới 7% -8% dân số châu Âu bị đau thần kinh và 5% số người có thể bị nặng. Đau thần kinh có thể do rối loạn hệ thần kinh ngoại biên hoặc hệ thần kinh trung ương (não và tủy sống). Do đó, đau thần kinh có thể được chia thành đau thần kinh ngoại biên, đau thần kinh trung ương hoặc đau thần kinh hỗn hợp (ngoại vi và trung ương).

## Nguyên nhân
Đau thần kinh trung ương có thể bắt nguồn từ chấn thương tủy sống, xơ cứng rải rác, và một số bệnh nhân đột quỵ. Ngoài bệnh tiểu đường (xem bệnh thần kinh tiểu đường) và các tình trạng chuyển hóa khác, nguyên nhân phổ biến của bệnh thần kinh ngoại biên đau đớn là nhiễm zona herpes, bệnh thần kinh liên quan đến HIV, thiếu hụt dinh dưỡng, độc tố, biểu hiện từ xa của bệnh ác tính, rối loạn miễn dịch. Đau thần kinh là chứng phổ biến trong ung thư do hậu quả trực tiếp của ung thư trên các dây thần kinh ngoại biên (ví dụ, bị một khối u chèn ép), hoặc là tác dụng phụ của hóa trị liệu (bệnh thần kinh ngoại biên do hóa trị liệu), chấn thương hoặc phẫu thuật.